# Маријан Детони
Маријан Детони (Крижевци, 18. април 1905 - Загреб, 11. мај 1981) био је хрватски сликар и графичар.

## Биографија
Студирао је сликарство у Загребу, неко време радио као наставник у Крижевцима, Вуковару и Карловцу. 
Крајем 1942. године, заједно с Ђуром Тиљком, прелази преко Купе на партизанску територију, где ради у редакцији „Борбе” у Дринићу. Са партизанима је прошао велике битке југословенског ратишта, укључујући Неретву и Сутјеску, о чему је оставио сведочанства у својим радовима.  Године 1943. изабран је за већника на Другом заседању АВНОЈ-а и на Првом заседању ЗАВНОХ-а.
Од 1945. до 1975. био је професор на Академији ликовних умјетности у Загребу. Решењем Министарства просвете постављен је за повереника Академије ликовних умјетности с тиме да врши функције ректора школе до њеног сређења и до редовитог избора ректора  Био је редовни члан ЈАЗУ од 1963. те њен потпредседник 1972–1975. године.
Добитник је Награде АВНОЈ-а (1970) и Награде „Владимир Назор” за животно дело (1971).

## Стваралаштво
Прво раздобље његова стваралаштва, када је учествовао у раду групе Земља, обележено је социјалним темама; а потом је у неколико наврата боравио у Паризу. За првог боравка у Паризу настаје циклус линореза "Људи са Сене". У темама из живота провинције показао је смисао за хумор и гротеску. Касније су превладавале експресионистичке тенденције, а као претходник хрватскога апстрактног сликарства ради слике "Фантазија оронулог зида". 
Током Народноослободилачке борбе, у његовом стваралаштву преовладавају графике и скице свакодневних призора из партизанског живота, начињене у паузама између борби и покрета.
Након Другог светског рата у раду му преовладавају методе социјалистичког реализма, да би након 1952. приступио новим проблемима и проналазио нова решења - то су интимна маштања и носталгичне визије далеких светова детинства.